# 雷·杰肯道夫

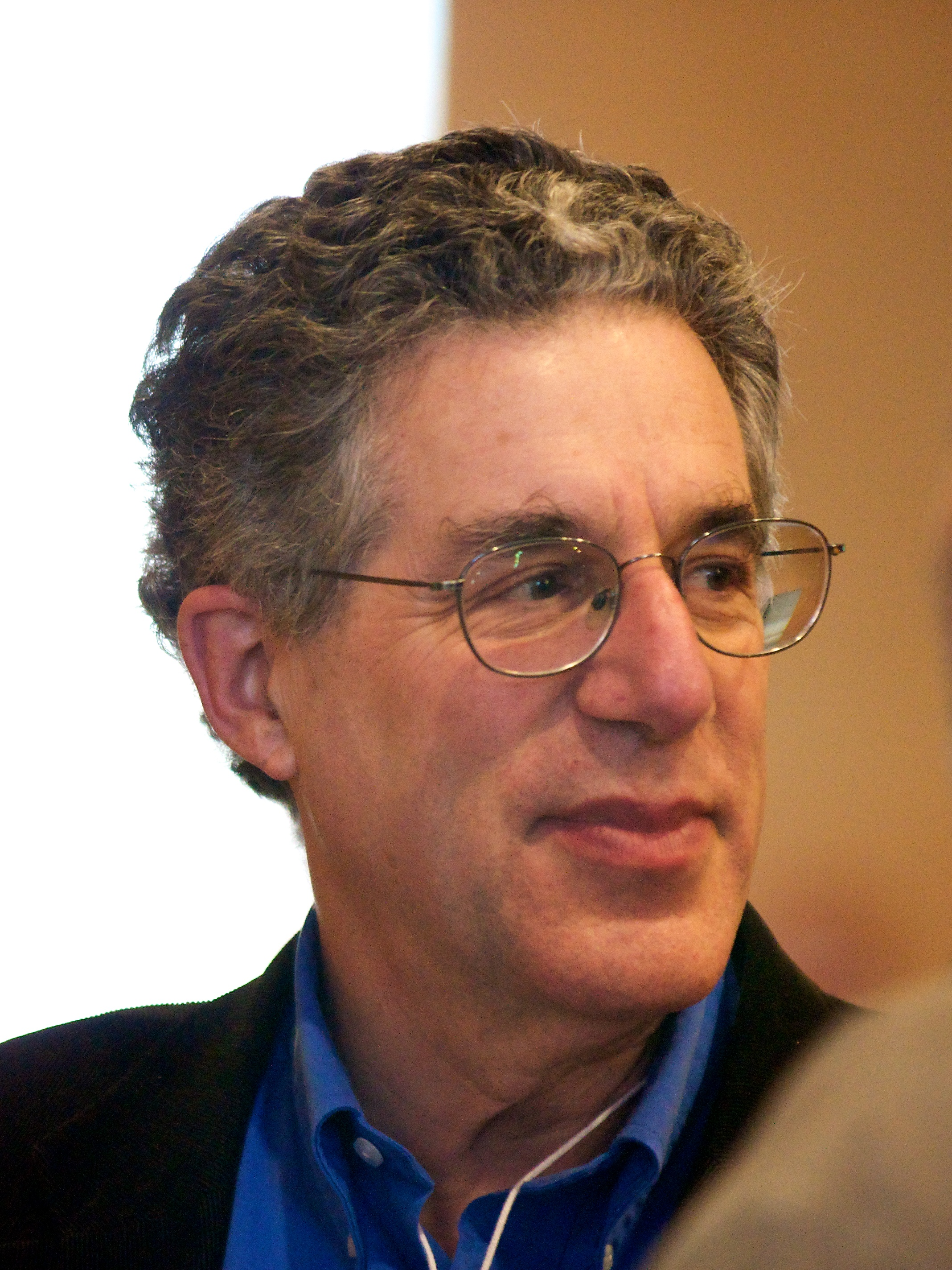
雷·杰肯道夫

雷·杰肯道夫（Ray Jackendoff，1945年1月23日—）是一位美国语言学學者。他是塔夫茨大學教授。他主要研究生成文法和認知語言學。
杰肯道夫在麻省理工学院學習期間师从语言学家诺姆·乔姆斯基和莫里斯·哈利，并于1969年获得该校语言学博士学位。在2005年前往塔夫茨大學工作之前，杰肯道夫曾于1971年至2005年在布兰戴斯大学担任语言学教授和语言学项目主任。杰肯道夫于2003年获得尚尼科德獎。